# Markus Koy
Markus Koy es un deportista alemán que compitió en vela en la clase Star. Ganó cuatro medallas en el Campeonato Europeo de Star entre los años 2008 y 2016.

## Palmarés internacional
| \| Campeonato Europeo \| Campeonato Europeo \| Campeonato Europeo \| Campeonato Europeo \| \| Año \| Lugar \| Medalla \| Clase \| \| ------------------ \| ------------------------ \| ------------------ \| ------------------ \| \| 2008 \| Balatonföldvár (Hungría) \| Medalla de oro \| Star \| \| 2010 \| Viareggio (Italia) \| Medalla de oro \| Star \| \| 2014 \| Balatonföldvár (Hungría) \| Medalla de oro \| Star \| \| 2016 \| Warnemünde (Alemania) \| Medalla de bronce \| Star \| |                          |                   |       |
| Campeonato Europeo |                          |                   |       |
| Año | Lugar                    | Medalla           | Clase |
| 2008 | Balatonföldvár (Hungría) | Medalla de oro    | Star  |
| 2010 | Viareggio (Italia)       | Medalla de oro    | Star  |
| 2014 | Balatonföldvár (Hungría) | Medalla de oro    | Star  |
| 2016 | Warnemünde (Alemania)    | Medalla de bronce | Star  |